# Salaspils (koncentrationsläger)

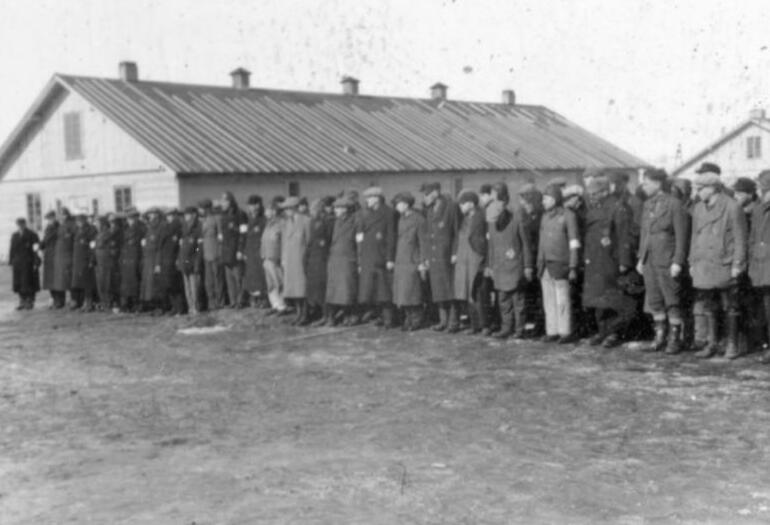
Fångräkning i KZ Salapils.

KZ Salaspils var ett nazityskt koncentrationsläger i Salaspils i Lettland, beläget 22 km sydöst om Riga.
Lägret, som var i bruk mellan oktober 1941 och oktober 1944, bestod av 45 fångbaracker och var således det största i Lettland. Ett minnesmärke till lägrets offer uppfördes i staden 1967.